# Generalstände von 1789

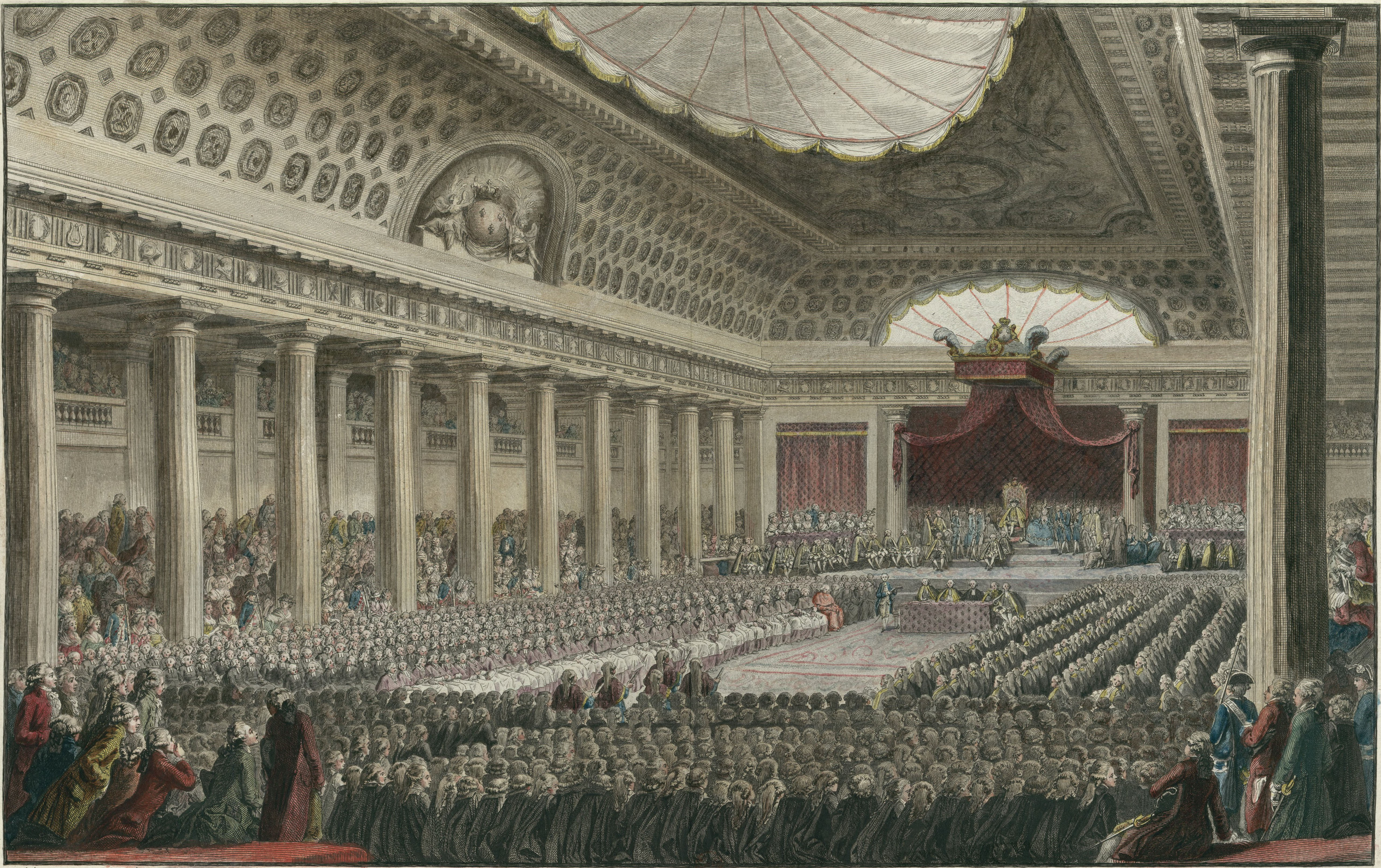
Eröffnung der Generalstände am 5. Mai 1789, Gemälde von Jean-Michel Moreau

Die Generalstände des Jahres 1789 (französisch États généraux de 1789) bezeichnen die Auswahl und die von Mai bis Juni 1789 abgehaltenen Sitzungen der Ständeversammlung in Frankreich. Der bis dahin absolutistisch regierende König Ludwig XVI. berief sie ein, um sich angesichts eines Staatsbankrotts neue Steuern bewilligen zu lassen. Diese Beteiligung der Stände (Klerus, Adel, Dritter Stand) am politischen Entscheidungsprozess war nach der erfolglosen Notabelnversammlung der zweite entscheidende Schritt zum Ende des Absolutismus in Frankreich. Es war nach 175 Jahren die erste derartige Versammlung, die 1614 das letzte Mal davor in ähnlicher Form zur Zeit des minderjährigen Ludwig XIII. abgehalten worden war.
Im Verlauf der Versammlung der Generalstände des Jahres 1789 kristallisierte sich für die Vertreter des Dritten Standes, also vornehmlich des Bürgertums, immer deutlicher heraus, dass die erhoffte politische Mitbestimmung unerfüllt bleiben würde.
Die Anträge des Dritten Standes wurden mehrfach abgelehnt; dessen Vertreter erklärten sich am 17. Juni zur Nationalversammlung und leisteten am 20. Juni 1789 den Ballhausschwur.
Dies war de facto das Ende der Generalstände und leitete die französische Revolution ein, die am 14. Juli 1789 begann.

## Vorgeschichte
Aus unterschiedlichen Gründen war der französische Staat seit Jahrzehnten hoch verschuldet. Alle bisherigen Maßnahmen, diese Krise zu lösen, waren gescheitert. Zuletzt wurde 1787 eine Notabelnversammlung einberufen. Der König und seine Regierung setzten darauf, dass diese Versammlung ausgewählter und hochrangiger Persönlichkeiten den geplanten finanziellen Reformen zustimmen würde. Unerwartet stieß die Regierung aber auf Widerstand und konnte ihre Pläne nicht durchsetzen. Charles Alexandre de Calonne wurde als Generalkontrolleur der Finanzen durch Étienne Charles de Loménie de Brienne ersetzt. Aber auch dieser war nicht in der Lage, die Versammelten zu Zugeständnissen in der Finanzfrage zu bewegen. Ihre Mitglieder erklärten unter anderem, für solche Entscheidungen nicht zuständig zu sein, und verwiesen auf die Generalstände. Diese Forderung wurde vom König abgelehnt. Die Versammlung wurde daraufhin aufgelöst.
In der Folge wurden die Parlements zu Zentren einer antiabsolutistischen Oppositionsbewegung, getragen von Teilen des Adels. Die Parlamentsräte haben auch die Forderung nach Einberufung der Generalstände weiter erhoben. Das Parlament von Paris erklärte am 16. Juli 1787, dass nur die Generalstände legitimiert seien, neue Steuern zu erheben. Die Räte haben dabei ausdrücklich die überkommene Form der Versammlung mit der Abstimmung nach Ständen und nicht nach Köpfen beabsichtigt und beriefen sich ausdrücklich auf die Form der letzten Zusammenkunft von 1614. Die Idee der Generalstände verbreitete sich rasch, aber über Ziele und Zusammensetzung herrschten sehr unterschiedliche Vorstellungen.
Die Regierung reagierte im Sommer 1788 widersprüchlich. Sie stellte die Einberufung der Generalstände für 1792 in Aussicht. Fast gleichzeitig versuchte sie, den Parlamenten ihre zentralen Rechte zu nehmen. Dies führte zu einer Reihe von Revolten. Der Klerus verweigerte dem König einen Großteil der sogenannten freiwilligen Abgaben. Aber neben der Opposition dieser aristokratisch-konservativen Kräfte zeigte sich etwa beim Tag der Ziegel in Grenoble und vor allem bei der folgenden Ständeversammlung der Provinz Dauphiné, dass das Bürgertum als Dritter Stand ebenfalls Mitspracherechte einforderte. Der König beugte sich dem Druck und rief am 8. August 1788 die Generalstände für den 5. Mai 1789 ein. Er gab damit dem Drängen von Teilen des Adels und des Bürgertums nach und gestand das Scheitern des absolutistischen Systems ein.

## Formierung der Öffentlichkeit

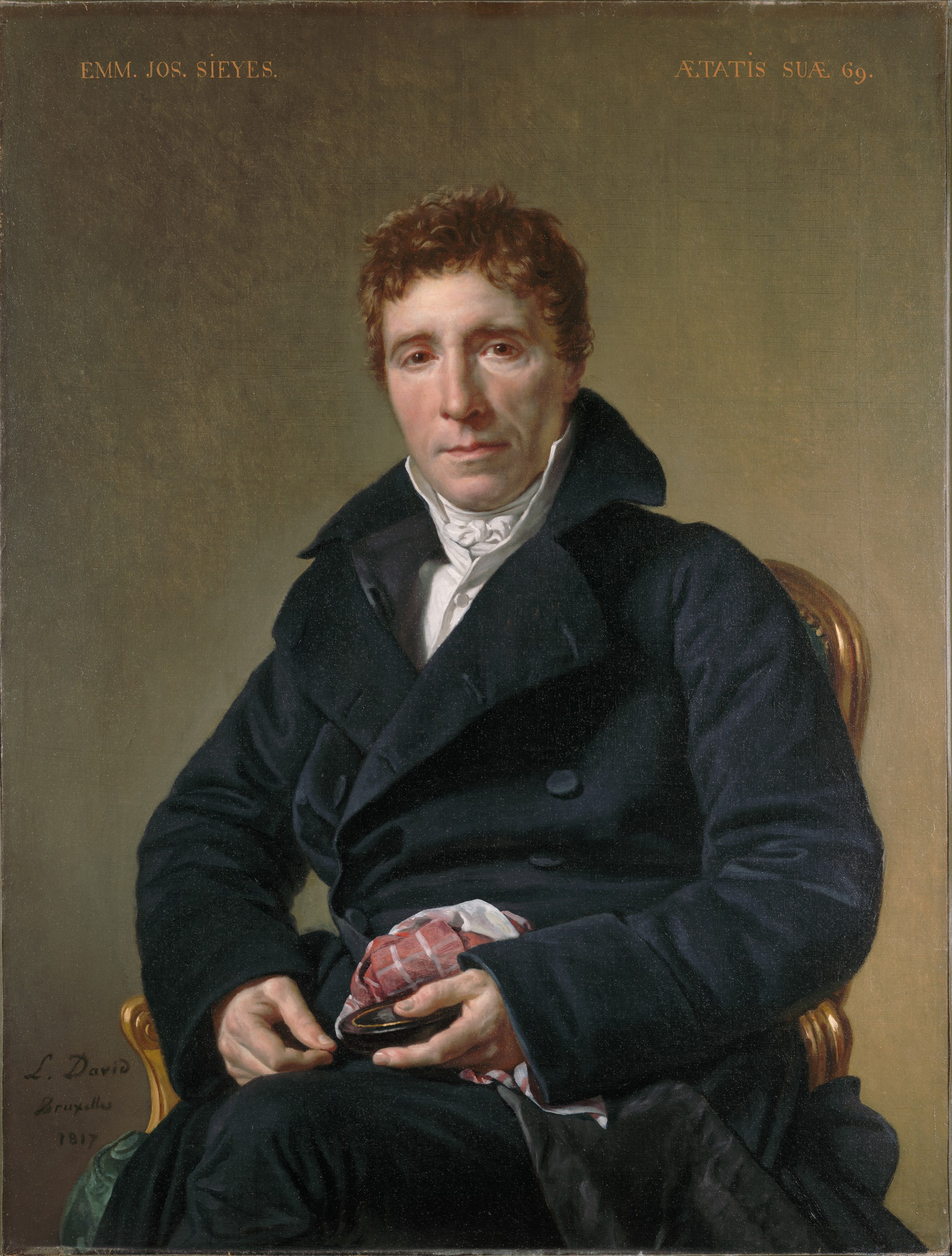
Porträt Emmanuel Joseph Sieyès' von Jacques-Louis David aus dem Jahr 1817

Die Dramatik der Finanzkrise zeigte sich wenige Tage später, als der Staat seine Zahlungen vorerst einstellen musste. Jacques Necker wurde daraufhin zum neuen Leiter des Finanzressorts bestellt. Die Lage war auch angespannt, weil es 1787 und 1788 schwere Missernten gegeben hatte und weil der Winter 1788/89 hart gewesen war.
Die genaue Zusammensetzung und Funktionsweise der Generalstände ließ Ludwig XVI. im Unklaren. Deshalb befürchteten privilegierte Gruppen, Teile ihres Einflusses zu verlieren. Das Parlament von Paris forderte daher am 25. September 1788 die Einberufung der Generalstände ganz nach dem Vorbild von 1614. Eine neu einberufene Notabelnversammlung im November/Dezember 1788 konnte sich nicht einigen. Ein Großteil wollte ebenfalls an die Tradition anknüpfen.
Damit standen die Notablen und Parlamentsräte gegen die inzwischen vorherrschende Meinung im Bürgertum. Der Dritte Stand wollte dem Vorbild von Grenoble folgen und forderte die Verdoppelung seiner Delegierten und die Abstimmung nach Köpfen und nicht nach Ständen. Malesherbes plädierte etwa für eine Aufhebung der Ständetrennung, also für eine echte Nationalversammlung.
Auf Druck des Parlaments wurde die Zensur weitgehend abgeschafft. In der Folge erschien eine große Menge an politischen Schriften und Pamphleten. In den folgenden Monaten verstärkt sich die Bildung einer politischen Öffentlichkeit, der es um grundlegende Veränderungen ging. Es entstanden nach einem früheren Verbot erneut politische Klubs. Die Diskussion war vielfältig; die Forderung nach einer politischen Mitbestimmung des Dritten Standes gewann immer mehr an Gewicht. In diesem Umfeld entstanden Forderungen nach einer Verdoppelung der Vertreter des Dritten Standes und der Abstimmung nach Köpfen und nicht nach Ständen in der künftigen Versammlung der Generalstände.
Necker gelang es, den König im Staatsrat dazu zu bringen, dass dieser am 27. Dezember 1788 die Zahl der Abgeordneten des Dritten Standes für die Generalstände verdoppelte. Basis für die Wahlen sollten die Gerichtssprengel sein. Über den Abstimmungsmodus in den Generalständen wurde nichts gesagt. Der Konflikt zwischen den Vertretern des Dritten Standes und den Privilegierten wurde härter und in der Bretagne kam es sogar zu bürgerkriegsartigen Zusammenstößen. Vertreter des Dritten Standes erhoben immer radikalere Forderungen. Emmanuel Joseph Sieyès veröffentlichte im Februar 1789 seine bekannte Schrift Was ist der Dritte Stand?. Dem Adel wurde darin die Zugehörigkeit zur französischen Nation abgesprochen.

## Cahiers de Doléances und Wahlen

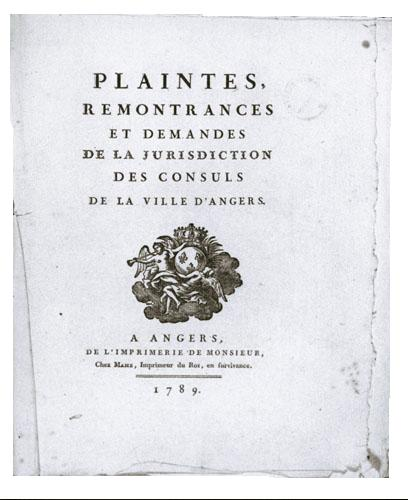
Cahier de doléances aus Angers

Im Zusammenhang mit der bevorstehenden Eröffnung der Generalstände verfassten in jeder Gemeinde jeder der Stände ein Beschwerdeheft (Cahiers de Doléances). Dieses wurde dann ihren Abgesandten zu den Generalständen mitgegeben. Diese Beschwerdehefte sind eine einzigartige Quelle für die Befindlichkeiten der unterschiedlichen sozialen Gruppen in den verschiedenen Landesteilen kurz vor Beginn der Revolution. Sie spiegeln auch die Wünsche an die Generalstände hinsichtlich der für notwendig erachteten Reformen wider. Dabei ist das Bild nicht einheitlich. Die Abschaffung des Königtums wollte etwa kaum einer. Allerdings wurden Reformen auf zahlreichen Gebieten sowohl im Bereich von Verfassung und Verwaltung als auch hinsichtlich der Abschaffung feudaler Abhängigkeitsverhältnisse gefordert. Dabei waren die städtischen Beschwerdehefte und insbesondere die aus Paris radikaler und theoretischer in ihren Forderungen als die auf dem Land oder in Kleinstädten.
Am 14. Januar 1789 wurde das Wahlverfahren festgelegt. Dieses erfolgte in ein, zwei oder drei Stufen, je nachdem ob es sich um adelige Wähler oder die des Dritten Standes und ob es sich um Städte oder Landgemeinden handelte. Das heißt, Adel und Klerus wählten ihre Vertreter direkt und der Dritte Stand über Wahlmänner. Grundsätzlich hatte jeder männliche Franzose über 25 Jahren, der einen festen Wohnsitz hatte und in der Steuerliste eingetragen war, das Wahlrecht. Dies galt jedoch nicht für die diskriminierten aschkenasischen Juden Ostfrankreichs, die Jiddisch oder Elsässisch sprachen. Die stärker akkulturierten sephardischen Juden Südfrankreichs galten dagegen als Franzosen und wurden zu den Wahlen zugelassen.
Die Höhe der Wahlbeteiligung ist nicht mehr feststellbar. Insgesamt wurden 1165 Abgeordnete gewählt. Davon entfielen etwas weniger als 600 auf den Dritten Stand und jeweils etwa 300 auf Adel und Geistlichkeit. Unter den Geistlichen waren nur 46 Bischöfe. Davon gehörten einige wie Charles-Maurice de Talleyrand-Périgord zu den Liberalen. Die meisten Geistlichen gehörten dem niederen Klerus an. Der Anteil der Liberalen unter den Adeligen machte etwa ein Drittel aus. Darunter ragten einige wie Lafayette hervor.
Unter den Abgeordneten des Dritten Standes waren keine Bauern oder Handwerker. Fast alle Vertreter kamen aus dem Bürgertum. Neben einigen Kaufleuten und Rentiers dominierten dort die Juristen. Unter ihnen waren etwa Mounier aus der Dauphine oder Robespierre aus Arras. Eine führende Rolle kamen einem Adeligen und einem Geistlichen zu, die aber als Abgeordnete des Dritten Standes gewählt worden waren – Mirabeau und Sieyès.

## Eröffnung der Versammlung

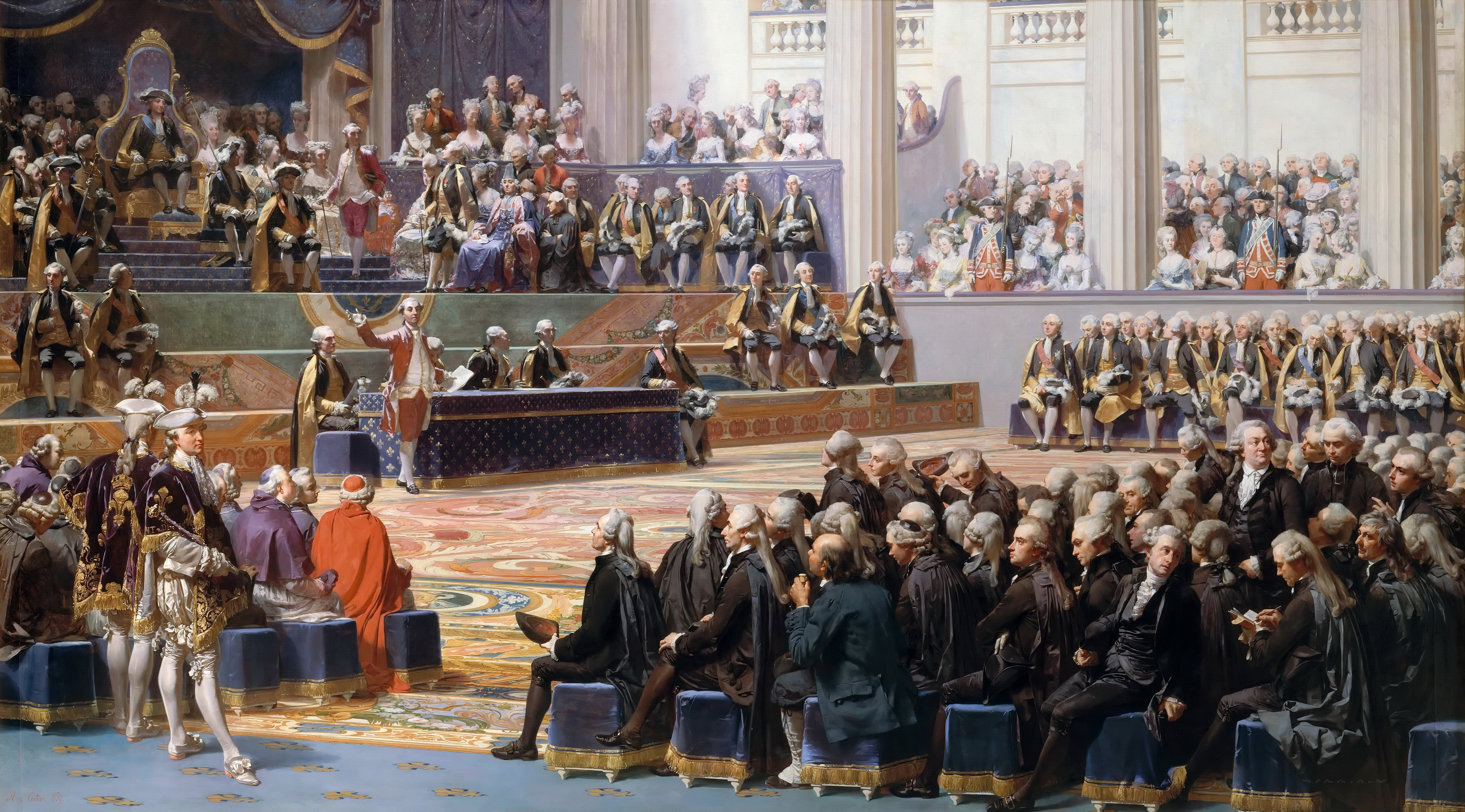
Ouverture des États généraux à Versailles, 5 mai 1789, Gemälde von Auguste Couder, 1839

Die Eröffnung wurde zuvor präzise geplant. Dabei vergab Ludwig XVI. die Chance, die Inszenierung zur Betonung der Gemeinsamkeiten zu nutzen, vielmehr betonte die Organisation die Unterschiede der Stände und die Sonderrolle des Königs deutlich. Während Necker die Angelegenheit eher geschäftsmäßig in Paris abhandeln wollte, bestand der König gestützt auf Berater auf einer augenfälligen Zeremonie.
Versammlungsort war der Saal der Menus Plaisir, der im Schlosskomplex von Versailles extra für die Notabelnversammlung erbaut worden war. Man versuchte die alten Verfahren zu rekonstruieren. Da diese aber weitgehend in Vergessenheit geraten waren, hat man die äußeren Abläufe teilweise neu erfunden. Die Planungen reichten bis zur Kleidung. Dabei trugen die Abgeordneten offiziell vorgeschriebene Gewänder. Die hohen Geistlichen und die Angehörigen des Adels waren prachtvoll ausstaffiert. Der Adel etwa trug einen schwarzen Seidenrock, eine Weste aus gold- und silberdurchwirktem Tuch, Spitzenhalstuch und einen Federhut. Der Hut sollte der Mode aus der Zeit Heinrich IV. entsprechen, spiegelte aber eher die Vorstellungen davon als die tatsächliche Bekleidung des 17. Jahrhunderts wider. Die Vertreter des Dritten Standes dagegen hatten ganz in Schwarz zu erscheinen.
Am 4. Mai, einen Tag vor der offiziellen Eröffnung, wurden die Abgeordneten vom König empfangen. Während Ludwig XVI. die Vertreter von Adel und Klerus im Cabinet du roi empfing, hatten die Abgeordneten des Dritten Standes in einem anderen Saal zu warten und mussten dann am König vorbeigehen. Vor dem Thron hatten die Männer des Dritten Standes die Knie zu beugen. In einer prachtvollen Prozession zogen die Abgeordneten dann in die Ludwigskirche. Noch einmal bot das Hofzeremoniell die Pracht des Königtums auf. Herolde auf weißen Pferden in Samtgewändern aus Purpur und angetan mit dem Zeichen der Lilie bliesen silberne Trompeten. Dem König voran schritt die Garde der Cent Suisses in Uniformen aus der Renaissance.
Insgesamt wurde noch einmal die alte Ordnung beschworen und der Dritte Stand gedemütigt. Dessen Abgeordnete wurden an die Spitze des Zuges gestellt, das heißt, sie waren so weit wie möglich vom König entfernt. Während Adel und Geistliche reservierte Plätze in der Kirche hatten, mussten sich die Bürgerlichen einen Platz suchen. Diese protokollarischen Spitzen vergaßen die Vertreter des Dritten Standes nicht.
Die offizielle Eröffnung am 5. Mai begann mit einer kurzen Rede von Ludwig XVI. Diese war widersprüchlich. Einerseits betonte sie die Bedeutung des von vielen herbeigesehnten Tages, andererseits warnte sie vor übertriebenen Neuerungen. Nach ihm sprach der Siegelbewahrer Charles de Barentin, jedoch so leise, dass niemand ihn verstand. Nur zum Schluss wurde er lauter und erteilte allen Neuerungen eine Absage. Die folgenden drei Stunden füllte die Rede Neckers, die dieser jedoch größtenteils von einem Vertreter verlesen ließ. Es handelte sich um die Darlegung der gegenwärtigen Finanzsituation. Eingeräumt hatte Necker nur ein Defizit von 56 Millionen und beantragte die Gewährung einer Anleihe von 80 Millionen. Die Seite des Königs versuchte so, die Versammlung auf den rein technischen Aspekt der Finanzpolitik zu beschränken, obwohl Mirabeau bereits am 5. März an den König appelliert hatte, sofort auch über die Abstimmung nach Köpfen zu debattieren. Nur sehr vorsichtig deutete Necker an, dass man in Zukunft möglicherweise nach Köpfen und nicht nach Ständen abstimmen könnte.

## Der Weg zur Nationalversammlung

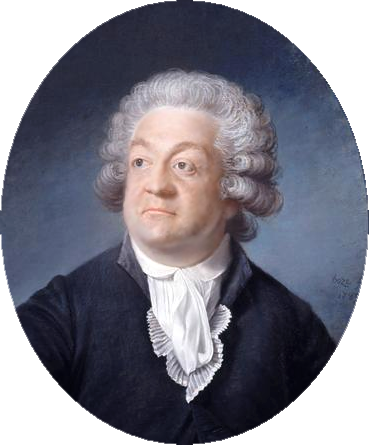
Gabriel de Riqueti Graf von Mirabeau, Porträt von Joseph Boze

Die Reduktion der Generalstände auf die Finanzfrage scheiterte, weil die Öffentlichkeit grundlegende Reformen erwartete. Der König agierte zögerlich. Hätte er eine Trennung der Stände angeordnet, hätten ihn Adel und Klerus unterstützt. Hätte er sich für eine ständeübergreifende Beratung entschieden, wäre der Dritte Stand auf seiner Seite gewesen. Durch seine Entscheidungslosigkeit hat er seine Stellung geschwächt.
Am 6. Mai begannen die Abgeordneten des Adels und der Geistlichen sich in getrennten Sitzungen zu versammeln, um die Vollmachten der Abgeordneten ihrer Stände zu prüfen. Die Abgeordneten des Dritten Standes taten nichts. Sie waren unschlüssig. Eine Prüfung ihrer Legitimationen auf Basis des Standes hätte die Anerkennung der alten Form der Generalstände bedeutet. Die klare Abstimmung nach Köpfen zu verlangen, hätte aber den Übergang zur Revolution bedeutet, den zu diesem Zeitpunkt nur einige Abgeordnete etwa aus der Bretagne oder der Dauphiné bereit waren zu gehen. Aber es gab unter den Deputierten auch keinen, der bereit gewesen wäre, sich einfach den Traditionen der Abstimmung nach Ständen zu beugen. Aber demonstrativ bezeichnete man sich nach dem Vorbild der Revolte von Grenoble und dem englischen Unterhaus als Députés des communes. Mirabeau gab eine Zeitschrift mit Berichten über die Verhandlungen heraus, die sofort verboten wurde. Seine Nachfolgepublikation konnte sich allein schon deshalb großer Aufmerksamkeit erfreuen.
Die Deputierten des Adels konstituierten sich am 11. Mai. Zwar gab es unter ihnen eine Minderheit, die für gemeinsame Beratungen mit den anderen Ständen eintrat, unter ihnen befand sich auch der Herzog von Orleans, die Mehrheit war allerdings dagegen. Bei der Geistlichkeit hemmte der innere Streit zwischen dem niederen Klerus und den Bischöfen diesen Schritt. Dieser Streit führte dazu, dass die Geistlichen Vermittlungsbemühungen der drei Stände vorschlugen. Der Dritte Stand schlug schließlich die Vereinigung beider Ständegruppen vor. Inzwischen hatten die Bischöfe den König um Vermittlung angerufen. Dieser schlug den Ständen seine Minister als Schiedsrichter vor. Am 30. Mai begannen neue Verhandlungen. Aber es zeigte sich bald, dass die Gegensätze zu groß waren. So lehnte der Adel die neue Selbstbezeichnung des Dritten Standes ab. Der faktische Stillstand dauerte bis zum 9. Juni.
Innerhalb der Gruppe der Abgeordneten des Dritten Standes hatten ausgehend von den Deputierten aus der Bretagne Absprachen stattgefunden und es wurden andere zur Unterstützung eingeladen. Zudem kristallisierten sich eine Reihe von Führungspersönlichkeiten heraus. Auf Antrag von Sieyès beschlossen die Abgeordneten des Dritten Standes am 10. Juni ihre Zurückhaltung aufzugeben. Die Abgeordneten der beiden anderen Stände wurden aufgefordert, sich ihnen anzuschließen. Am Abend des 12. Juni sollte die Sitzung mit den Abgeordneten der beiden anderen Stände stattfinden, aber von diesen erschien niemand. Erst am 13. stießen drei Pfarrer dazu. In den folgenden Tagen nahm der Zulauf dann immer stärker zu. Es kam bald die Frage der Selbstbezeichnung auf. Während Mirabeau und Mounier für ein Abwarten plädierten, setzte Sieyès am 17. Juni nach einer zweitägigen Debatte den Begriff 'Nationalversammlung' durch. Am 19. Juni beschloss der Klerus mit 169 zu 157 Stimmen, sich dem Dritten Stand anzuschließen.

Der Ballhausschwur. Lavierte Federzeichnung von Jacques-Louis David, 1791

Als der König am 20. Juni den Sitzungssaal mit der Begründung schließen ließ, dass er für eine weitere Sitzung am 23. Juni vorbereitet werden müsse, besetzten die sich vor verschlossenen Türen einfindenden Deputierten kurzerhand die sich in der Nähe befindende Ballsport-Halle, wo sie im sogenannten Ballhausschwur gelobten, „sich niemals zu trennen, bis der Staat eine Verfassung hat […] und nur der Gewalt der Bajonette zu weichen“. Damit erklärte sich die Nationalversammlung zugleich zur Verfassunggebenden Versammlung.
Als die Generalständeversammlung in der Sitzung am 23. Juni aufgelöst werden sollte, verweigerte der gewählte Versammlungspräsident Jean-Sylvain Bailly dem die Auflösungsorder überbringenden Zeremonienmeister den Gehorsam mit dem berühmt gewordenen Ausspruch, dass die versammelte Nation von niemandem Befehle entgegenzunehmen habe.
Nachdem der Cousin des Königs, der Herzog von Orléans, sich mit weiteren Vertretern des Adels auf die Seite der Nationalversammlung gestellt hatte, gab Ludwig XVI. schließlich am 27. Juni nach und billigte die Nationalversammlung, die sich formell am 9. Juli 1789 zur Verfassunggebenden Nationalversammlung konstituierte.